# Péter Medgyessy

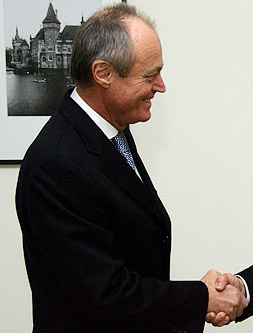
Péter Medgyessy 2006

Péter Medgyessy [ˈpeːtɛr ˈmɛɟːɛʃi] (* 19. Oktober 1942 in Budapest) ist ein ungarischer Politiker und war vom 27. Mai 2002 bis zum 29. September 2004 Ministerpräsident des Landes.
Als Sohn eines Diplomaten wuchs er in der rumänischen Hauptstadt Bukarest auf. Sein Vater, der Jurist Béla Medgyessy stammte aus Klausenburg und war zu dieser an der ungarischen Botschaft in Bukarest angestellt. Seine Mutter, Ibolya Szolga, war Dolmetscherin. Zum Besuch der Mittelschule kehrte er nach Ungarn zurück, wo er das Petőfi-Lyzeum in Budapest absolvierte. Danach besuchte er die Karl-Marx-Universität für Wirtschaftswissenschaften (heute Corvinus-Universität), wo er an der Fakultät für Allgemeine Theorie promovierte. Ab 1966 arbeitete er als Referent im Finanzministerium des Landes. 1976 wurde er Stellvertreter des Hauptabteilungsleiters für Internationale Beziehungen, 1980 Hauptabteilungsleiter für Ökonomie und Finanzpolitik. Von 1982 bis 1986 war er stellvertretender Finanzminister. Im Jahr 1987 wurde er als Finanzminister ins Kabinett der Regierung von Károly Grósz berufen und begleitete ab diesem Zeitpunkt den Übergang Ungarns in die freie Marktwirtschaft. Schon im Dezember 1987 beförderte ihn Grósz zum stellvertretenden Ministerpräsidenten, ein Amt, das er auch in der von 1988 bis 1990 folgenden Regierung unter Miklós Németh innehatte. Zwischen 1987 und 1989 war er Mitglied des Zentralrates der Ungarischen Sozialistischen Arbeiterpartei (MSZMP, Magyar Szocialista Munkáspárt), der kommunistischen Partei Ungarns. Als seine Partei 1990 die Wahlen verlor und die Macht an das Ungarische Demokratische Forum unter József Antall abgeben musste, ging er in die Privatwirtschaft zur französischen Paribas-Bank. Diese nutzte die politische Wende, um nach Ungarn und andere Länder Osteuropas zu expandieren. Daneben war Medgyessy Leiter der staatlichen Ungarischen Entwicklungsbank (MFB). Im Jahr 1994 kamen die Sozialisten erneut an die Regierung und nach einer Kabinettsumbildung berief ihn Ministerpräsident Gyula Horn 1996 erneut zum Finanzminister. Nach Ende der Legislaturperiode kehrte er 1998 in die Wirtschaft zurück und arbeitete nun für die Inter-Europa Bank sowie für die Atlasz-Versicherung. Daneben lehrte er mehrere Jahre lang an der Wirtschaftshochschule Budapest.
Im Jahr 2001 baten ihn die ungarischen Sozialisten (MSZP), er möge bei der Parlamentswahl 2002 als Spitzenkandidat antreten. Nach gewonnener Wahl wurde er am 27. Mai 2002 zum neuen Ministerpräsidenten angelobt. Er kündigte daraufhin ein ambitioniertes Hundert-Tage-Programm an, durch welches die niedrigen Löhne der öffentlich Bediensteten und die Pensionen der Rentner um 50 % erhöht wurden. Gleichzeitig wurde ein Alleinverdienerbonus eingeführt sowie die Stipendien für Studenten erhöht. Finanziert wurde dieses 190 Milliarden Forint schwere Programm hauptsächlich durch erhöhte Staatsschulden. Dies stieß bei der Opposition, wie auch beim Koalitionspartner Bund Freier Demokraten (SZDSZ) auf Widerstand. Zudem stellte sich bald nach Anfang seiner Amtszeit durch Veröffentlichungen der Zeitung Magyar Nemzet heraus, dass er mehrere Jahre lang für die Spionageabwehr der Staatssicherheit des kommunistischen Ungarns, die Államvédelmi Hatóság, gearbeitet hatte. In seine Regierungszeit fiel auch der EU-Beitritt Ungarns am 1. Mai 2004. Ständige Querelen zwischen den beiden Regierungsparteien MSZP und SZDSZ, sowie parteiinterne Machtkämpfe, vor allem mit Außenminister und Parteichef László Kovács, verursachten schließlich nach einem schwachen Wahlergebnis bei den ersten ungarischen Europawahlen im Juni seinen Rücktritt am 29. September 2004. Nachfolger wurde sein Parteikollege Ferenc Gyurcsány, der hinter Medgyessys Rücken eine Neuauflage der Koalition zwischen Sozialisten und der linksliberalen SZDSZ ausverhandelt hatte.
Wenige Monate nach seinem Rücktritt wurde er von Gyurcsány nach amerikanischem Vorbild zum reisenden Botschafter bestellt. Er repräsentierte so die Wirtschaftsinteressen Ungarns und bemühte sich vor allem ausländische Investoren ins Land zu locken. In diese Zeit fielen zahlreiche Privatisierungen ehemaliger ungarischer Staatsbetriebe. Nach über die Presse ausgetragenem Streit mit Ministerpräsident Gyurcsány wurde er jedoch von diesem Posten abberufen und Medgyessy kehrte ins Privatleben zurück. Er ist in zweiter Ehe verheiratet mit Katalin Csaplár. Aus seiner ersten Ehe entstammen zwei leibliche Kinder, der Sohn Gergely und die Tochter Ildikó. Seine Stieftochter Anita Tornóczky ist Moderatorin beim Privatfernsehsender TV2. Er spricht neben Ungarisch auch fließend Rumänisch und Französisch und versteht Englisch sowie Russisch.